# Попова, Мария Андреевна
Мари́я Андре́евна Попо́ва (23 мая 1923 года — 24 апреля 1972 года) — старшая крановщица Калининградского морского торгового порта Министерства морского флота СССР; Герой Социалистического Труда (1960).

## Биография
Мария Попова родилась 23 мая 1923 года в деревне Михайловская ныне Ровдинского сельского поселения Шенкурского района Архангельской области.
В 1941 году окончила среднюю школу.
Работала контролёром на заводе в Архангельске.
В 1942—1945 годах работала крановщицей Молотовского морского торгового порта (МТП) в городе Молотовск Архангельской области.
В декабре 1945 года с первой группой архангельских портовиков приехала в город Кёнигсберг (с 4 июля 1946 года — Калининград), где поступила на работу крановщицей морского торгового порта.
Позднее стала старшей крановщицей Калининградского МТП.
Как опытному работнику, Поповой было доверено управлять краном при разгрузке первого судна, пришедшего в порт.
В 1951 году Мария Попова вступила в ВКП(б)/КПСС.
Попова участвовала в восстановлении города и портовых сооружений, проявляя при этом инициативность и высокий профессионализм. Она выполняла ответственные погрузочно-разгрузочные работы, в том числе — обслуживание судов антарктических экспедиций.
В Калининградском МТП Мария Попова возглавила движение за внедрение комплексного метода скоростной переработки грузов, была инициатором распространения новых форм работы во всех портах отрасли.
Умерла 24 апреля 1972 года. Похоронена в Калининграде.

## Общественная деятельность
Мария Андреевна активно участвовала в общественной работе:
- 1956 — делегат XX съезда КПСС.
- 1963—1967 — депутат Верховного Совета РСФСР 6-го созыва.
- Избиралась членом Калининградского обкома КПСС.

## Награды
Указом Верховного Совета СССР от 7 марта 1960 года в ознаменование 50-летия Международного женского дня, за выдающиеся достижения в труде и особо плодотворную общественную деятельность Поповой Марии Андреевне присвоено звание Героя Социалистического Труда с вручением ордена Ленина и золотой медали «Серп и Молот».